# スーパーアンノウン
『スーパーアンノウン』（Superunknown）は、サウンドガーデンが1994年に発表したアルバム。スタジオ・アルバムとしては4作目で、メジャー・デビューからは3作目となる。

## 解説
バンドは、アルバム制作途中にニール・ヤングのアメリカ・ツアーに帯同して、本作収録曲「レット・ミー・ドラウン」「マイ・ウェイヴ」「スプーンマン」「キックスタンド」「フェル・オン・ブラック・デイズ」「メイルマン」をライヴで先行披露した。
本作はバンドにとって初の全米1位獲得作品となり、イギリス等でもトップ10入りを果たした。収録曲「ブラック・ホール・サン」は、グラミー賞最優秀ハード・ロック・パフォーマンス部門を受賞し、「スプーンマン」はグラミー賞最優秀メタル・パフォーマンス部門を受賞した。
『ローリング・ストーン誌が選ぶオールタイム・グレイテスト・アルバム500』に於いて、335位にランクイン。また、『スピン』誌が選出した「1990年代のトップ90アルバム」では70位にランク・インした。

## 収録曲
特記なき楽曲はクリス・コーネル作詞・作曲。
1. レット・ミー・ドラウン - "Let Me Drown" - 3:51
2. マイ・ウェイヴ - "My Wave" (Chris Cornell, Kim Thayil) - 5:12
3. フェル・オン・ブラック・デイズ - "Fell on Black Days" - 4:42
4. メイルマン - "Mailman" (Matt Cameron) - 4:25
5. スーパーアンノウン - "Superunknown" (C. Cornell, K. Thayil) - 5:06
6. ヘッド・ダウン - "Head Down" (Ben Shepherd) - 6:08
7. ブラック・ホール・サン - "Black Hole Sun" - 5:18
8. スプーンマン - "Spoonman" - 4:06
9. リモ・レック - "Limo Wreck" (M. Cameron, K. Thayil) - 5:47
10. ザ・デイ・アイ・トライド・トゥ・リヴ - "The Day I Tried to Live" - 5:19
11. キックスタンド - "Kickstand" (K. Thayil) - 1:34
12. フレッシュ・テンドラルズ - "Fresh Tendrils" (C. Cornell, M. Cameron) - 4:16
13. 7月4日 - "4th of July" - 5:08
14. ハーフ - "Half" (B. Shepherd) - 2:14
15. ライク・スーサイド - "Like Suicide" - 7:01

### インターナショナル盤ボーナス・トラック
1. シー・ライクス・サプライジズ - "She Likes Surprises" - 3:17

## カヴァー
- ブラック・ホール・サン
  - チボ・マット - EP『Cibo Matto』（1995年）に収録
  - ポール・アンカ - アルバム『Rock Swings』（2005年）に収録[15]
  - コープランド - オムニバス・アルバム『Punk Goes 90s』（2006年）に提供[16]
  - ブラッド・メルドー - ライブ・アルバム『Live』（2006年録音・2008年発表）に収録[17]

## 参加ミュージシャン
- クリス・コーネル - ボーカル、リズムギター
- キム・セイル - リードギター
- ベン・シェパード - ベース
- マット・キャメロン - ドラムス、パーカッション、メロトロン

アディショナル・ミュージシャン
- マイケル・バインホーン - ピアノ (on 1)
- グレッグ・ケプリンガー - ドラムス、パーカッション (on 5)
- アーティス・ザ・スプーンマン - スプーン (on 8)
- フレッド・シャルノー - ハーモニック・ガイダンス (on 9)
- ナターシャ・シュナイダー - クラヴィネット (on 12)
- エイプリル・アセヴェス - ヴィオラ (on 14)
- ジャスティン・フォイ - チェロ (on 14)